# Solució de dos estats

Pòster amb les banderes d'Israel i Palestina amb la paraula "pau" en àrab i en hebreu.

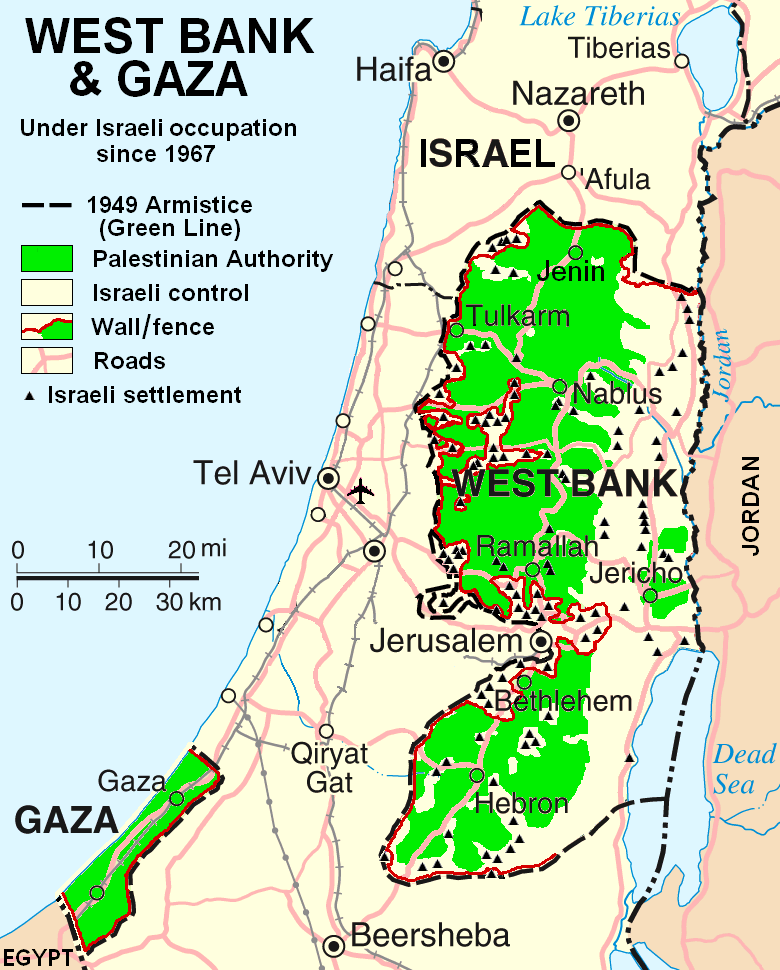
Mapa de Cisjordània i la Franja de Gaza el 2007.

La solució de dos estats es refereix a la solució del conflicte palestinoisraelià que demana "dos estats per dos grups de persones." La solució de dos estats preveu un Estat de Palestina independent, juntament amb l'Estat d'Israel, a l'oest del riu Jordà. La frontera entre els dos estats encara és objecte de disputa i negociació, amb líders palestins i àrabs insistint en les "fronteres de 1967", que no s'accepten per Israel.
El marc de la solució s'estableix en les resolucions de l'ONU sobre la "resolució pacífica de la qüestió de Palestina", començant el 1974. La resolució demana "dos Estats, Israel i Palestina … l'un al costat de l'altre amb fronteres segures i reconegudes" juntament amb "una resolució justa de la qüestió dels refugiats en conformitat amb la resolució 194 de les Nacions Unides". Les fronteres de l'estat de Palestina estan "basades en les fronteres d'abans del 1967". L'última resolució el novembre de 2013 es va aprovar 165 a 6, amb 6 abstentions. Els països que hi van votar en contra van ser el Canadà, Israel, els Estats Units, els Estats Federats de Micronèsia, les Illes Marshall i Palau.
Els palestins han "mostrat un interès notable" en una solució de dos estats des de mitjan dècada de 1970, i el seu lideratge ha adoptat el concepte des del Cim Àrab de 1982 a Fes. Al llarg dels anys, les enquestes han mostrat consistentment "majories israelianes i palestines respectables a favor d'una solució negociada de dos estats."
Hi ha hagut molts esforços diplomàtics per realitzar una solució de dos estats, començant amb la Conferència de Madrid de 1991, seguint pels Acords d'Oslo de 1993 i el Congrés de Camp David de 2000 i les posteriors negociacions de Taba a principis de 2001. El 2002, la Lliga Àrab va proposar la Iniciativa de Pau Àrab. L'última iniciativa, que tampoc va tenir èxit, van ser les negociacions per la pau del 2013–14.
Alternativament, s'havia proposat la solució binacional, que podria ser un únic estat federal de dos règims o bé un estat unitari, i el pla Allon, conegut com la "solució de cap estat."
El 18 de juliol de 2024 la Knesset d'Israel va votar rebutjar l'estat palestí perquè la creació d'un estat palestí suposaria un perill existencial per a Israel.